# Чижов Олександр Олександрович
Олександр Олександрович Чижо́в (нар. 10 серпня 1986, Полтава, УРСР, СРСР) — український футболіст, що виступав на позиції захисника, та футбольний тренер.

## Біографія
Вихованець полтавського футболу, у ДЮФЛУ виступав за полтавські ДЮСШ ім. Горпинка і «Молодь».
У 2004–2005 роках грав переважно за другу команду «Ворскли» у Другій лізі. Після того, як «Ворскла-2» була розформована, поступово став залучатись до ігор основної команди клубу, поступово закріпився у складі «Ворскли» і в 2007–2008 роках виходив на поле регулярно.

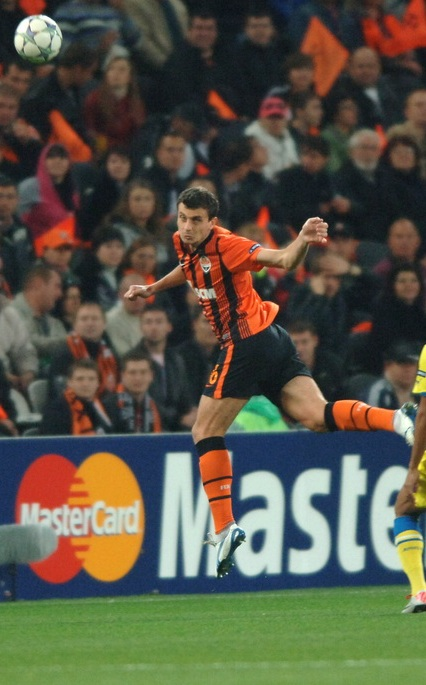
Олександр Чижов під час виступів за «Шахтар».

28 травня 2008 року перейшов у донецький «Шахтар», сума трансферу склала 8 млн гривень. Проте в складі «гірняків» Чижов заграти не зміг, рідко виходячи на поле, хоча й здобув разом з клубом низку трофеїв та зіграв три матчі у єврокубках.
У липні 2012 року на правах оренди перейшов у маріупольський «Іллічівець», де одразу став основним футболістом і провів весь наступний сезон.
20 червня 2013 року перейшов у «Севастополь» на правах оренди, де виступав до кінця року, після чого повернувся назад в «Іллічівець», де продовжив грати на правах оренди.
25 лютого 2015 року підписав однорічну угоду із клубом казахського чемпіонату «Окжетпес» (Кокшетау).
1 березня 2017 року було оголошено про перехід Чижова до складу полтавської «Ворскли».
Після закінчення сезону 2018/19 Чижов оголосив про завершення ігрової кар'єри. Одразу після цього він очолив юнацький склад (до 19 років) полтавської «Ворскли», де працював до літа 2021 року.
У червні 2022 року увійшов до тренерського штабу Патріка ван Леувена в «Зорі» (Луганськ).
20 серпня 2024 року став помічником головного тренера харківського «Металіста 1925» в тренерському штабі ван Леувена. 20 травня 2025 року, після відсторонення ван Леувена з посади, Чижов став виконувачем обов'язків головного тренера харківської команди. Через місяць, після призначення головним тренером «Металіста 1925» Младена Бартуловича, Чижов став помічником останнього.

## Досягнення
- Чемпіон України: 2009/10, 2010/11, 2011/12
- Володар кубка України: 2010/11, 2011/12
- Володар Суперкубка України: 2010

## Державні нагороди
- Медаль «За працю і звитягу»: 2009[12]